# Bedford Town FC
Bedford Town FC (celým názvem: Bedford Town Football Club) je anglický fotbalový klub, který sídlí ve městě Bedford v nemetropolitním hrabství Bedfordshire. Založen byl v roce 1908. Od sezóny 2018/19 hraje v Southern Football League Division One Central (8. nejvyšší soutěž). Klubové barvy jsou modrá a bílá.
Své domácí zápasy odehrává na stadionu The Eyrie s kapacitou 3 000 diváků.

## Historické názvy
Zdroj: 
- 1908 – Bedford Town FC (Bedford Town Football Club)
- 1982 – zánik
- 1989 – obnovena činnost pod názvem Bedford Town FC (Bedford Town Football Club)

## Získané trofeje
- Northamptonshire Senior Cup ( 1× )
  - 1912/13

## Úspěchy v domácích pohárech
Zdroj: 
- FA Cup
  - 4. kolo: 1963/64, 1965/66
- FA Trophy
  - Semifinále: 1974/75
- FA Vase
  - 5. kolo: 1998/99

## Umístění v jednotlivých sezonách
Stručný přehled
Zdroj: 
- 1945–1958: Southern Football League
- 1958–1959: Southern Football League (South-Eastern Section)
- 1959–1967: Southern Football League (Premier Division)
- 1967–1968: Southern Football League (Division One)
- 1968–1969: Southern Football League (Premier Division)
- 1969–1970: Southern Football League (Division One)
- 1970–1974: Southern Football League (Premier Division)
- 1974–1975: Southern Football League (Division One North)
- 1975–1978: Southern Football League (Premier Division)
- 1978–1979: Southern Football League (Division One North)
- 1979–1982: Southern Football League (Midland Division)

- 1991–1993: South Midlands League (Division One)
- 1993–1994: South Midlands League (Premier Division)
- 1994–1995: Isthmian League (Third Division)
- 1995–1999: Isthmian League (Second Division)
- 1999–2001: Isthmian League (First Division)
- 2001–2004: Isthmian League (Premier Division)
- 2004–2006: Southern Football League (Premier Division)
- 2006–2007: Conference South
- 2007–2014: Southern Football League (Premier Division)
- 2014–2017: Southern Football League (Division One Central)
- 2017–2018: Southern Football League (Division One East)
- 2018–2019: Southern Football League (Division One Central)

Jednotlivé ročníky
Zdroj: 
Legenda: Z - zápasy, V - výhry, R - remízy, P - porážky, VG - vstřelené góly, OG - obdržené góly, +/- - rozdíl skóre, B - body, červené podbarvení - sestup, zelené podbarvení - postup, fialové podbarvení - reorganizace, změna skupiny či soutěže
| Sezóny  | Liga                                            | Úroveň | Z  | V  | R  | P  | VG | OG  | +/- | B  | Pozice |
| ------- | ----------------------------------------------- | ------ | -- | -- | -- | -- | -- | --- | --- | -- | ------ |
| 2009/10 | Southern Football League (Premier Division)     | 7      | 42 | 9  | 10 | 23 | 50 | 88  | -38 | 37 | 18.    |
| 2010/11 | Southern Football League (Premier Division)     | 7      | 40 | 10 | 7  | 23 | 41 | 76  | -35 | 37 | 17.    |
| 2011/12 | Southern Football League (Premier Division)     | 7      | 42 | 15 | 10 | 17 | 60 | 69  | -9  | 55 | 10.    |
| 2012/13 | Southern Football League (Premier Division)     | 7      | 42 | 18 | 7  | 17 | 61 | 56  | +5  | 61 | 10.    |
| 2013/14 | Southern Football League (Premier Division)     | 7      | 44 | 6  | 6  | 32 | 46 | 114 | -68 | 24 | 22.    |
| 2014/15 | Southern Football League (Division One Central) | 8      | 42 | 13 | 8  | 21 | 62 | 72  | -10 | 47 | 17.    |
| 2015/16 | Southern Football League (Division One Central) | 8      | 42 | 12 | 13 | 17 | 57 | 60  | -3  | 49 | 14.    |
| 2016/17 | Southern Football League (Division One Central) | 8      | 42 | 18 | 13 | 11 | 76 | 58  | +18 | 67 | 8.     |
| 2017/18 | Southern Football League (Division One East)    | 8      | 42 | 22 | 6  | 14 | 70 | 48  | +22 | 72 | 8.     |
| 2018/19 | Southern Football League (Division One Central) | 8      | 42 | 3  | 10 | 29 | 32 | 91  | -59 | 19 | 22.    |